# Port lotniczy Blackpool
Port lotniczy Blackpool (ang.: Blackpool International Airport, kod IATA: BLK, kod ICAO: EGNH) – międzynarodowy lotnisko w Wielkiej Brytanii oddalone 5 km od centrum miasta Blackpool. Obecnie lotnisko jest w posiadaniu firmy City Hopper Airports Limited. W 2006 obsłużyło 553 000 pasażerów, natomiast w 2010 niemal dwukrotnie jest ona mniejsza i wynosi 276 866 pasażerów.

## Historia
Lotnisko zostało otwarte w czasach II wojny światowej, jednak pierwszy samolot wylądował na miejscu lotniska już w 1909. Po 1949 lotnisko zostało własnością brytyjskiego Ministerstwa Lotnictwa Cywilnego, a jego nazwę zmieniono na Blackpool Airport. W 2005 bazy w Blackpool otworzyły linie lotnicze Jet2.com i Ryanair. 18 Listopada 2014 zamknięto lotnisko z powodu debatu, a ponownie otworzono w styczniu 2015.